# Срібний Юрій Васильович
Ю́рій Васи́льович Срі́бний (16 березня 1892, м. Надвірна, Станиславівський округ, Королівство Галичини та Володимирії, Австро-Угорщина — 3 листопада 1979, Перт-Ембой, штат Нью-Джерсі, США) — доктор права, адміністративний сотник армії УНР, член товариства «Просвіта», засновник товариства «Сокіл» на Надвірнянщині.

## Життєпис
Народився м. Надвірній 16 березня 1892 року у родині Василя Срібного і Магдалини Полатайко. Після закінчення народної школи поступив у 1903 р. до української гімназії в м. Коломия. Після закінчення гімназійного навчання у 1911 році поступив на правничий факультет Львівського університету і став одним із засновників «Сокіл» у Надвірній та Лоєвій. У 1913 р. на надзвичайних загальних зборах повітового «Сокіла» у Надвірній, де затвердили склад старшини: Микола Андрійович — голова, Валер'ян Банах, Юрій Срібний, Іван Хроменко, Іван Николайчук і Василь Костик. Стає організатором збору «Сокіла» та «Січі» Надвірнянського і Товмацького повітів.
У 1912—1913 рр. — учитель гімназійних курсів, які він започаткував разом із Миколою Николайчуком, суддею Гордійчуком, народним учителем Лиликом й емеритом Климовичем. Крім д-ра М.Николайчука та Ю. Срібного, викладачами на цих курсах — гімназійний учитель Баран, студенти права Ярослав Кирчів та Осип Левицький.
З початком Першої світової війни Юрія та Миколу Срібних мобілізували до австрійської армії. Юрія призначили на сербський фронт, а Миколу — на італійський. Наприкінці травня 1916 р. Юрій зміг отримати військову відпустку і приїхав через Угорщину до Надвірної. Юрія арештували та депортували до Іркутська.
Після лютневої революції повертається до України і залишається у Харкові.  У середині березня 1918 р. приєднався до Запорізької дивізії армії УНР на посаду адміністративного сотника у штабі у Харкові для управління новоствореним військово-правовим відділом. Згодом його перевели наприкінці травня у Зміїв, де організував курси для неписьменних. 3 січня 1919 р. відступив з боями до Полтави, а потім до Лубен, де  захворів на дизентерію та повертається у Надвірну. Тут його призначили головою міського відділу продовольства.
Наприкінці травня 1919 р.  коли польська армія Галлера наближалася до Надвірної відбувається пошук українських активістів. Поляки прийшли до садиби Василя Срібного, маючи намір заарештувати сина Юрія. За допомогою селян він переїхав до Коломиї, через Чернівці до Кам'янець-Подільського і вступив до Армії УНР. Українці опинилися  «чотирикутником смерті». Згодом повернувся в Надвірну наприкінці березня 1920 року. Поновлюється на юридичному факультеті Львівського університету. Після закінчення навчання в університеті 1927 р. дістав посаду федерального судді у м. Дрогобичі, де вступив до українського хору «Боян».
У 1943 р. із сім'єю переїхав до Кракова, Відня, а потім до Італії.  Через польський Червоний Хрест разом з вояками армії Андерса переїхав до Англії, а з 1952 р. переїхав до США. З нагоди сорокових роковин відродження Українських Збройних Сил у 1957 р. його нагородили Воєнним Хрестом УНР (уряду в екзилі). Помер 3 листопада 1979 р., похований на цвинтарі Української Католицької Церкви Успіння у місті Перт-Амбой штату Нью-Джерсі США.

## Особисте життя
10 вересня 1921 р. одружився з Євою Кучмою. У шлюбі народилися  доньки Ірина та Ольга.

## Пам'ять
У 1982 р. в Науковому товаристві імені Тараса Шевченка встановили в його пам'ять стипендійний фонд для допомоги у вищих професійних студіях українським студентам — правникам. Фонд заснувала його молодша донька Ольга. Входив до членів Товариства українських правників Америки.
22 січня 2020 р. на фасаді будинку «Просвіта» у Надвірній урочисто відкрили меморіальну дошку Федору, Миколі та Юрію Срібним.